# RUVBL2
RUVBL2 (англ. RuvB like AAA ATPase 2) – білок, який кодується однойменним геном, розташованим у людей на короткому плечі 19-ї хромосоми. Довжина поліпептидного ланцюга білка становить 463 амінокислот, а молекулярна маса — 51 157.
| 10         |  | 20         |  | 30         |  | 40         |  | 50         |
| ---------- |  | ---------- |  | ---------- |  | ---------- |  | ---------- |
| MATVTATTKV |  | PEIRDVTRIE |  | RIGAHSHIRG |  | LGLDDALEPR |  | QASQGMVGQL |
| AARRAAGVVL |  | EMIREGKIAG |  | RAVLIAGQPG |  | TGKTAIAMGM |  | AQALGPDTPF |
| TAIAGSEIFS |  | LEMSKTEALT |  | QAFRRSIGVR |  | IKEETEIIEG |  | EVVEIQIDRP |
| ATGTGSKVGK |  | LTLKTTEMET |  | IYDLGTKMIE |  | SLTKDKVQAG |  | DVITIDKATG |
| KISKLGRSFT |  | RARDYDAMGS |  | QTKFVQCPDG |  | ELQKRKEVVH |  | TVSLHEIDVI |
| NSRTQGFLAL |  | FSGDTGEIKS |  | EVREQINAKV |  | AEWREEGKAE |  | IIPGVLFIDE |
| VHMLDIESFS |  | FLNRALESDM |  | APVLIMATNR |  | GITRIRGTSY |  | QSPHGIPIDL |
| LDRLLIVSTT |  | PYSEKDTKQI |  | LRIRCEEEDV |  | EMSEDAYTVL |  | TRIGLETSLR |
| YAIQLITAAS |  | LVCRKRKGTE |  | VQVDDIKRVY |  | SLFLDESRST |  | QYMKEYQDAF |
| LFNELKGETM |  | DTS        |  |            |  |            |  |            |

A: Аланін

C: Цистеїн

D: Аспарагінова кислота

E: Глутамінова кислота

F: Фенілаланін

G: Гліцин

H: Гістидин

I: Ізолейцин

K: Лізин

L: Лейцин

M: Метіонін

N: Аспарагін

P: Пролін

Q: Глутамін

R: Аргінін

S: Серин

T: Треонін

V: Валін

W: Триптофан

Кодований геном білок за функціями належить до гідролаз, активаторів, геліказ, регуляторів хроматину. 
Задіяний у таких біологічних процесах як транскрипція, регуляція транскрипції, пошкодження ДНК, репарація ДНК, рекомбінація ДНК, регуляція росту. 
Білок має сайт для зв'язування з АТФ, нуклеотидами. 
Локалізований у цитоплазмі, ядрі, мембрані.